# Glanzende franjegroefbij
De glanzende franjegroefbij (Lasioglossum sabulosum) is een vliesvleugelig insect uit de familie Halictidae. De wetenschappelijke naam van de soort is voor het eerst geldig gepubliceerd in 1986 door Warncke.